# Wilhelm Stuckart
Wilhelm Stuckart (Wiesbaden, 16 de novembro de 1902 – perto de Hanôver, 15 de novembro de 1953) foi um oficial do Partido Nacional Socialista Alemão dos Trabalhadores. Jurista, foi secretário de Estado no ministério do interior da Alemanha Nazi.
Aderiu ao partido em 1922, e envolveu-se bem cedo nas posições contra os judeus, em particular como co-redator das chamadas leis de Nuremberga de 1935.
Há muita controvérsia em relação à participação de Stuckart ou à sua objeção sobre se tais leis foram ignoradas pelas SS durante a elaboração da "Solução Final", assinalando-se os problemas burocráticos de uma aplicação radical. Terá alegadamente insistido que a esterilização obrigatória seria uma melhor opção para preservar o espírito das leis. Não obstante, o presidente da conferência, o SS-Obergruppenführer Heydrich, informou-o que a decisão de exterminar os judeus havia sido tomada individualmente por Adolf Hitler, e que de acordo com o Führerprinzip, a palavra de Hitler estava acima de toda a lei escrita (Stuckart, e outros dos presentes na conferência, referiram que aquela ordem não havia sido dada por escrito).
Na sequência do suicídio de Goebbels, fez parte do Governo Flensburg. Depois da guerra, Stuckart foi detido pelos Aliados por crimes de guerra e passou quatro anos na prisão, ao fim dos quais foi solto por falta de provas.
Morreu em novembro de 1953 perto de Hanôver num acidente rodoviário, suspeitando-se que tenha sido provocado por grupos contrários à libertação de criminosos de guerra nazis.